# Марь многосеменная
Марь многосеменна́я (лат. Lipándra polyspérma, Chenopódium polyspérmum) — вид широко распространённых однолетних травянистых растений, единственный вид рода Липандра (Lipandra), выделенного из рода Марь (Chenopodium) семейства Амарантовые (Amaranthaceae).

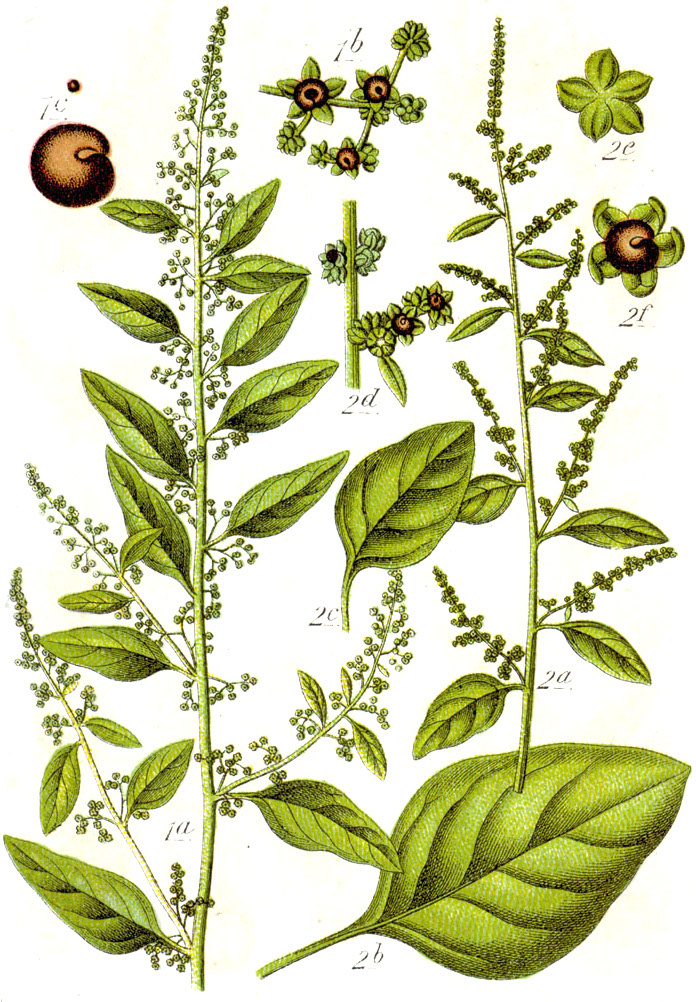

Естественный ареал растения находится в Европе и Малой Азии, и распространено во многих умеренных областях Азии, расселилось в различных районах Северной Америки, проникло в Южную Африку.
Предпочитает влажные места, произрастает по берегам медленных водотоков. Как сорное растение встречается в садах и посевах.

## Ботаническое описание
Растение почти без запаха, в высоту достигает 1 метра, поверхности листьев и стеблей голые, без волосков и без мучнистого налёта. Стебель прямостоящий или стелющийся, часто ветвистый, угловатый в сечении. Листья в самом низу супротивные с яйцевидной листовой пластинкой, выше очередные, наверху ланцетные. Все листовые пластинки цельнокрайные. Цвет листьев от ярко-зелёного до желтовато-зелёного, края листьев, как и стебли, часто бывают красноватым.
Обоеполые цветки собраны в пазушные или конечные рыхлые мутовчатые колосовидные соцветия. Цветение длится с июля по сентябрь. Семена диаметром до 1 мм округлые, сжатые чёрно-бурого цвета, с блестящей поверхностью, созревают в августе. Одно растение даёт до 100 тысяч семян.

## Химический состав
Зола содержит много поташа. В плодах содержится 14—18 % жира, иодное число масла 103,30—131,06. В листьях содержалось на сырой вес 120 мг % аскорбиновой кислоты.

## Значение и применение
Молодые побеги пригодны для использования в пищу в качестве овоща. Семена могут использоваться рыбаками для прикормки рыбы.
Данные о поедаемости сельскохозяйственными животными противоречивы.
Считается вредоносным огородным сорняком, легко заглушающим всходы культурных растений. Для защиты посевов проводят обработку почвы специальными боронами.